# Sepse neonatal
Sepse neonatal é uma infecção do sangue em um bebê com menos de um mês, geralmente causada por bactérias da flora normal. Pode estar associada a meningite, pneumonia, pielonefrite (infecção renal) ou gastroenterite. Sepse neonatal é a principal causa de morte neonatal nos países em desenvolvimento.
Critérios cardiovasculares ou respiratórios não são úteis para o diagnóstico, porque estes sinais frequentemente não surgem nos recém-nascidos antes que o quadro seja potencialmente fatal e irreversível. A sepse neonatal é classificada como precoce nos primeiros 7 dias de vida, e mais associada ao parto, e tardia após 7 dias, e mais associada a causas ambientais.
É difícil clinicamente excluir sepse em recém-nascidos com menos de 90 dias de idade que possuem febre (mais de 38 °C). Exceto no caso de evidente quadro viral agudo de bronquiolite, a prática atual em recém-nascidos com menos de 30 dias de idade é a realização de um laboratório completo, incluindo hemograma completo, dois hemocultura, exame de urina, urocultura e estudos do líquido cefalorraquidiano (LCR), admitir o recém-nascido na internação, e tratar empiricamente com antibióticos para infecção bacteriana por pelo menos 48 horas até que as culturas estejam prontas. 

## Sinais e sintomas
Os sinais de sépsis não são específicos e incluem:
- Mudanças da temperatura do corpo
- Problemas respiratórios
- Diarreia
- Baixo açúcar no sangue (hipoglicemia)
- Redução de movimentos (letargia)
- Menos amamentação
- Convulsões
- Bradicardia
- Inchaço da barriga
- Vômitos
- Pele amarelada (icterícia)

Uma frequência cardíaca acima de 160 também pode ser um indicador de sepse, esta taquicardia pode aparecer até 24 horas antes do aparecimento de outros sinais. Uma frequência de 160 é normal nas primeiras horas de vida.

## Fatores de risco
Um estudo realizado no Forte Memorial Hospital, em Rochester, Nova York, mostrou que os bebês com menos de 60 dias, que cumpriam os seguintes critérios tinham baixo risco de ter uma doença bacteriana grave:
- Bom estado geral
- Previamente saudável
  - a termo (≥37 semanas de gestação)
  - sem antibióticos na fase perinatal
  - sem necessitar tratamento para hiperbilirrubinemia
  - sem antibióticos desde a alta
  - sem internações
  - nenhuma doença crônica
  - alta ao mesmo tempo ou antes da mãe
- nenhuma evidência de infecção de pele, tecidos moles, ossos, articulações ou no ouvido
- Células brancas do sangue (Leucócitos) entre 5.000 a 15.000/mm3
- Contagem de leucócitos absoluta menor que 1.500/mm3
- Menos de 10 leucócitos em urina por campo de alta potência
- Menos de 5 leucócitos em fezes por campo de alta potência apenas em crianças com diarreia

Aqueles que preenchem estes critérios provavelmente não necessitam de uma punção lombar, e podem ir para casa sem tratamento antibiótico ou apenas com uma dose única intramuscular de antibióticos, mas ainda necessitam seguir com acompanhamento ambulatorial.
Um risco para infecção estreptocócica do grupo B é a prematura ruptura de membranas. O rastreio de estreptococos beta-hemolíticos vaginais e tratamento das culturas positivas pré-parto reduz o número de sepse neonatal.

## Diagnóstico
Sepse neonatal pode ser diagnosticado com:
1. Aumento de polimorfonucleares (PMN).
2. PMN > 20%.
3. Aumento de haptoglobinas.
4. Velocidade de hemossedimentação > 15mm.[3]
5. Aspirado gástrico com > 5 PMN por campo de alta potência.
6. LCR (líquido cefalorraquidiano) mostrando aumento de células e proteínas.
7. Corioamnionite ou Ruptura Prematura das Membranas (RPM).

A hemocultura é o padrão ouro para o diagnóstico de sepse neonatal. 
No entanto, amostras de LCR, sangue ou urina também se fazem úteis para o diagnóstico definitivo de sepse neonatal, com exceção de quando resultam em falsos negativos devido à baixa sensibilidade dos métodos de culturase ou pela terapia antibiótica simultânea. Punção lombar deve ser feito quando possível, pois 10% a 15% das sepse também tem meningite, o que exige um antibiótico com um alto poder de penetração.

## Tratamento e prevenção
A sepse é muito difícil de diagnosticar clinicamente. Podem ser relativamente assintomáticos até que o colapso hemodinâmico e respiratória é iminente, portanto, se há se quer uma remota suspeita de sépsis, já devem ser tratados com antibióticos empíricos até que o resultado das culturas sejam entregues. Além de ressuscitação com fluidos e cuidados, um antibiótico muito comum em regime de lactentes com suspeita de sepse é um betalactâmico (geralmente ampicilina) em combinação com um aminoglicosídeo (geralmente gentamicina) ou de uma cefalosporinas de terceira (cefotaxima—ceftriaxona são geralmente evitadas em recém-nascidos devido ao risco teórico de kernicterus). Os organismos que são visadas são as espécies que predominam no trato genito-urinário feminino e que os recém-nascidos são especialmente vulneráveis, mais especificamente Streptococcus do grupo B, Escherichia coli e Listeria monocytogenes. Obviamente os recém-nascidos também são vulneráveis a outros patógenos, que podem causar meningite e bacteremia , tais como Streptococcus pneumoniae e Neisseria meningitidis. Apesar de incomum, se anaeróbios são suspeitos (como em casos de enterocolite necrosante ou perfuração intestinal), a clindamicina pode ser adicionada.
Fator estimulante da colônia de granulócitos e macrófagos (GM-CSF) é as vezes utilizado na sepse neonatal. No entanto, um estudo de 2009 descobriu que o GM-CSF melhora a neutropenia, mas não melhorou a sobrevivência.
Em um estudo controlado randomizado que envolveu 4,556 recém-nascidos na Índia, os probióticos reduziram significativamente o risco de desenvolvimento de sepse neonatal. O probiótico utilizado nesse estudo foi Lactobacillus plantarum.
Uma grande meta-análise investigou o efeito dos probióticos na prevenção de sepse neonatal tardia. Probióticos reduziram o risco de sepse, apenas em bebês que foram alimentados exclusivamente com leite materno. Logo é difícil distinguir se a prevenção foi um resultado da suplementação com probióticos ou se foi resultado das propriedades do leite humano. Também não é claro se a administração de probióticos reduz sepse em bebês com extremo baixo peso devido ao número limitado de estudos que investigaram. Dos 37 estudos incluídos nesta revisão sistemática, nenhum indicou quaisquer problemas de segurança relacionados com os probióticos.